# قلعه شاخ
قلعه شاخ مربوط به دوره ساسانیان - سده‌های اولیه دوران‌های تاریخی پس از اسلام است و در شهرستان دهلران، بخش زرین آباد، دهستان بردی، کیلومتری ۸ ضلع شرقی روستای بردی واقع شده و این اثر در تاریخ ۲۷ بهمن ۱۳۸۷ با شمارهٔ ثبت ۲۴۶۱۸ به‌عنوان یکی از آثار ملی ایران به ثبت رسیده است.